# 임성헌 (야구인)
임성헌(林成憲, 1985년 6월 22일 ~ )은 전 KBO 리그 SK 와이번스의 투수이다.
2008년 신고선수로 SK 와이번스에 입단했다. 그러나 2011년 시즌 후 방출되었다.
윤영환 감독으로부터 제의를 받아 2014년 12월부터 경성대학교 야구부의 수석코치를 맡았다.
2019년부터 2020년 11월까지 강릉고등학교 투수코치를 맡았다.
2021년부터 유신고등학교 투수코치를 맡았다.
2022년부터 용인 송전중학교 야구부 감독을 맡고 있다 

## 출신학교
- 배봉초등학교
- 청량중학교
- 덕수정보산업고등학교
- 건국대학교